# NK Ivančica Zlatar Bistrica
NK Ivančica je nogometni klub iz Zlatar Bistrice.
Trenutačno se natječe se u 1. ŽNL Krapinsko-zagorskoj. 